# 903 LEON什麼音樂會
903 LEON什麼音樂會是香港歌手黎明的個人音樂會，由叱咤903主辦，酒類品牌皇家芝華士12年、電訊品牌3贊助，音樂會於2004年9月30日在九龍灣國際展貿中心舉行，由林海峰擔任嘉賓。

## 背景
2004年，黎明與林建岳合作成立東亞唱片製作有限公司，並於同年9月11日發行新公司成立以來的首張音樂專輯《Leon Dawn》。《903 LEON什麼音樂會》是黎明與香港商業電台合辦的小型音樂會，音樂會以《Leon Dawn》專輯的其中一首歌〈什麼〉命名，時長約為1小時30分鐘。

## 演出內容
《903 LEON什麼音樂會》的演出內容包括演唱環節、遊戲環節，以及與觀眾握手互動等，由林海峰任嘉賓，電台節目主持人黃君慧帶同3名早前於《雲妮鍾情》節目內玩遊戲勝出的觀眾上台參與遊戲環節，勝出者可與黎明重演電影《甜蜜蜜》的踏單車場景。以下是音樂會的演唱曲目，所有歌曲均來自《Leon Dawn》專輯：
1. 什麼
2. 別舔傷口
3. 會哭會笑
4. 我是否還愛你
5. 水深火熱（國語）
6. 少數
7. 兩個人的煙火（國語）
8. 不可一世

## 反響
傳媒指黎明在《903 LEON什麼音樂會》中表現親切，不但與觀眾近距離接觸，更在遊戲環節中讓觀眾擁抱他，並走到台下與觀眾握手及聊天。現場觀眾來自香港、台灣等地區，有來自台灣的觀眾送上一袋鴨舌給黎明當手信，也有觀眾詢問黎明在紅磡體育館舉行演唱會的檔期。